# God's Pocket
Pour plus de détails, voir Fiche technique et Distribution.
God's Pocket est un film dramatique américain coproduit, coécrit et réalisé par John Slattery sorti en 2014.

## Synopsis
La mort d'un ouvrier sur un chantier émeut God's Pocket, un quartier populaire de Philadelphie et fait interagir la famille, la presse et la mafia.

## Fiche technique
- Titre original : God's Pocket
- Titre français : Bienvenue à God's Pocket
- Titre québécois : Accident à God's Pocket
- Réalisation : John Slattery
- Scénario : John Slattery et Alex Metcalf d'après God's pocket de Pete Dexter
- Direction artistique : Roshelle Berliner
- Décors : Nicolas Locke
- Costumes : Donna Zakowska
- Montage : Tom McArdle
- Musique : Nathan Larson
- Photographie : Lance Acord
- Son : Eric Offin
- Production : Lance Acord, Jackie Kelman Bisbee, Sam Bisbee, Philip Seymour Hoffman, John Slattery et Emily Ziff
- Sociétés de production : Park pictures, Cooper's town productions, Shoestring pictures
- Pays d’origine :  États-Unis
- Langue : Anglais
- Durée : 88 minutes
- Genre : Film dramatique
- Dates de sortie : 
  - États-Unis : 17 janvier 2014 (festival du film de Sundance 2014)

## Distribution
- Philip Seymour Hoffman (VF : Gabriel Le Doze) : Mickey Scarpato
- Richard Jenkins (VF : Philippe Catoire) : Richard Shellburn
- Christina Hendricks (VF : Marine Jolivet) : Jeanie Scarpato
- John Turturro (VF : Vincent Violette) : Arthur « Bird » Capezio
- Eddie Marsan (VF : Gérard Darier) : « Smilin » Jack Moran
- Peter Gerety : McKenna
- Caleb Landry Jones (VF : Julien Allouf) : Leon Hubbard
- Domenick Lombardozzi (VF : Christophe Lemoine) : Sal Cappi
- Joyce Van Patten (VF : Marie-Martine) : tante Sophie
- Molly Price (VF : Sophie Riffont) : Joanie
- Bridget Barkan : Joyce
- Lenny Venito (VF : Yann Pichon) : : Little Eddie
- Glenn Fleshler (en) (VF : Jean-Luc Atlan) :  Coleman Peets
- Matthew Lawler : l'officier Arbuckle
- Danny Mastrogiorgio (VF : Antoine Tomé) : l'officier Eisenhower
- Eddie McGee (VF : Gilduin Tissier) : Petey Kearns
- Jack O'Connell : Mole Ferrell
- Bill Buell (VF : Patrick Poivey) : Ray
- Michael Drayer (VF : Geoffrey Vigier) : Danny
- Jonathan Gordon : Gary
- Christopher McCann (VF : Lionel Henry (acteur)) : Brookie Sutherland
- Sophia Takal (VF : Pamela Ravassard) : Temple Graduate
- Michael Kaycheck (VF : Gilduin Tissier) : Ronnie
- Carmine Famiglietti (VF : Bruno Magne) : Nick

Source et légende : Version française (VF) sur RS Doublage

## Distinctions

### Nominations
- Festival du film de Sundance 2014 : sélection « U.S. Dramatic Competition »